# Clima organizacional
Clima organizacional es el nombre dado por diversos autores; se basa en el ambiente generado por las emociones de los miembros de un grupo u organización, el cual está relacionado con la motivación de los empleados. Se refiere tanto a la parte física como emocional y mental.
El clima organizacional ha sido conceptualizado a nivel individual y organizacional. Se centra en la planeación, organización, y control. En el nivel individual se le conoce principalmente como clima psicológico. En el nivel organizacional generalmente se le conoce como clima organizacional o clima laboral. 
Es importante ya que condiciona la actitud y energía de los colaboradores de la organización. Con un buen clima laboral logramos la retención de talentos. Y para poder identificar nuestro clima laboral podemos usar diferentes herramientas como por ejemplo, encuestas, entrevistas, observación o actotud de las personas. 

Por su parte, el clima organizacional se caracteriza cuando el clima psicológico, es decir las percepciones de los trabajadores son compartidas entre los miembros de una organización y existe un acuerdo de dichas percepciones. Adicionalmente, el clima organizacional tiene un efecto significativo en el comportamiento de los trabajadores, en su desempeño laboral y en su rendimiento
El clima psicológico se refiere a las percepciones de los trabajadores del ambiente de trabajo, captura las representaciones psicológicas significativas hechas por los trabajadores referentes a la estructura, procesos y eventos que suceden en la organización.
El concepto se asimila al de dinámica de grupo al analizar las fuerzas internas que inciden en el ambiente laboral como resistencia al cambio. Fue el sociólogo Kurt Lewin quien desarrolló un análisis del campo de fuerzas, como modelo con el cual describía cualquier nivel presente de rendimiento.
Algunos autores consideran al clima organizacional como las percepciones colectivas e individuales que tienen los trabajadores sobre su organización, influenciadas por variables psicosociales, laborales y organizacionales, que repercuten sobre el comportamiento organizacional y la productividad empresarial.

## Introducción
En la misma medida en que se puede analizar y describir una organización en lo que concierne a sus propiedades, a su estructura y a sus procesos, también es posible identificar las diferentes dimensiones de la percepción del medio ambiente laboral en el que se encuentra el colaborador individual e investigar su influencia sobre la experiencia y las conductas individuales.
La percepción por parte de la organización y del medio ambiente laboral, representa el sistema de filtración o de estructuración perceptiva. En virtud de esta percepción, tal persona efectúa una descripción de la multiplicidad de los estímulos que actúan sobre él en el mundo del trabajo y que representan su situación laboral, y este medio ambiente, se denomina clima de la organización o de la empresa para un individuo. 
Las percepciones individuales del clima de la organización consisten aquí en una interacción (y combinación) de características objetivas y hechos que integran el devenir de la organización, por una parte, y características individuales y personales del individuo que percibe por otra.

## Efectos del clima organizacional
La cualidad del clima organizacional parece afectar positivamente o negativamente, a través de la presencia de cierto tipo de interacciones entre los miembros de una organización. Parece afectar al grado de seguridad o inseguridad para expresar los sentimientos o hablar sobre las preocupaciones, el respeto o falta de respeto en la comunicación entre los miembros de la organización.
El análisis del clima organizacional suele considerar diferentes aspectos de la organización, entre estos se suelen mencionar con cierta frecuencia:
- Ambiente físico: comprende el espacio físico, las instalaciones, los equipos instalados, el color de las paredes, la temperatura, el nivel de contaminación, entre otros.
- Características estructurales: como el tamaño de la organización, su estructura formal, el estilo de dirección, etcétera.
- Ambiente social: que abarca aspectos como el compañerismo, los conflictos entre personas o entre departamentos, la comunicación y otros.
- Características personales: como las aptitudes y las actitudes, las motivaciones, las expectativas, etcétera.
- Comportamiento organizacional: compuesto por aspectos como la productividad, el ausentismo, la rotación, la satisfacción laboral, el nivel de tensión, entre otros.[5]

## Clima de servicio
El clima de servicio hace referencia al sentido de los trabajadores acerca de la calidad de las políticas, procedimientos y prácticas orientadas al servicio; es decir, la percepción de los empleados sobre las conductas que les son reforzadas en relación con el servicio a los clientes o beneficiarios de la organización a la que pertenecen (Bowen & Schneider, 2013).

## Clima de seguridad
El clima de seguridad hace referencia a la apreciación de los trabajadores sobre las acciones que se llevan a cabo en una organización y sobre las decisiones que toman los directivos respecto a medidas de seguridad y protección en las prácticas laborales, el entrenamiento pertinente a los trabajadores y los riesgos que corre cada individuo en sus labores diarias (Meliá & Sesé, 1999).

## Clima de comunicación
El clima de comunicación se asume como una subclasificación del clima organizacional, que se enfoca en las prácticas y flujos de comunicación. Este concepto hace referencia a la eficacia del entorno comunicacional interno de la organizacional que es apreciado de manera subjetiva por los integrantes de la organización, e incluye las percepciones sobre los mensajes y eventos comunicativos que ocurren dentro de la organización (García, 2010).

## Clima ético
Según Muñoz (2013), la dimensión ética es uno de los aspectos más importantes en la toma de decisiones, pues las organizaciones tienen el deber de impulsar valores y convertirlos en parte fundamental de su cultura, y esto deben hacerlo por medio de cambios claros y pertinentes que aseguren comportamientos responsables en cualquier tipo de decisiones que deban realizar los empleados.

## Clima de flexibilidad
El clima de flexibilidad se entiende como las percepciones colectivas respecto al grado en que los gerentes pueden y están dispuestos a adaptar sus recursos a múltiples situaciones. En las entidades en las que se encuentra un alto grado de clima de flexibilidad, los gerentes se comportan y hablan en nombre de la empresa —actuando como dadores de sentido y comunicadores de las prácticas organizacionales implementa- das— y son ejemplo de un liderazgo flexible, es decir, que son capaces de adaptar sus respuestas al lugar de trabajo cambiante y transmitir de manera eficiente la información a sus empleados, los que se apoya y recompensa (Lin & Liu, 2016).

## Clima afectivo
Investigaciones sobre el afecto —como lo mencionan Parke y Seo (2017)— señalan que la emoción humana abarca tres amplios procesos: la experiencia y expresión de las emociones, el uso de las emociones con fines funcionales, y la regulación de las emociones para evitar consecuencias disfuncionales, todos los cuales resultan ser procesos inherentemente sociales.

## Clima del perdón
El perdón organizacional se define como el acto interno de renunciar a la ira, el re- sentimiento y el deseo de vengarse de alguien que ha causado daño, así como el hecho de cambiar, de manera positiva, las emociones y pensamientos hacia el hacedor de daño (Guchait et al., 2019). No obstante, es importante mencionar que esta definición de perdón organizacional no minimiza el daño que se hace ni la responsabilidad por tales acciones, simplemente ayuda a aliviar algunos de los aspectos negativos, o errores, permitiendo a los empleados y la organización aprender de ellos.

## Clima de innovación/creatividad
La característica clave de este tipo de clima es la creatividad, es decir, la capacidad de generar ideas novedosas que son útiles en un momento especifico, ideas nuevas y competitivas por medio de las cuales una organización se posiciona en su entorno (Van Woerkum et al., 2007).

## Comunicación
Stephen Covey señaló la existencia de una correlación entre la confianza y la cooperación para caracterizar los niveles de comunicación. Una comunicación defensiva se caracteriza por la baja confianza y la baja cooperación entre las personas, en ella hay una actitud autoprotectora y a menudo un lenguaje legalista que califica las alternativas y estipula cláusulas para la huida en caso de que las cosas salgan mal. La comunicación respetuosa es propia de personas maduras, se respetan entre sí, pero quieren evitar la posibilidad de confrontaciones desagradables, de modo que se comunican con diplomacia, aunque no con empatía. Cuando hay alta confianza y alta cooperación, se logra la sinergia en el grupo gracias a la comunicación efectiva y se estimula la creatividad. De acuerdo con diversos autores, la comunicación es un elemento clave para lograr un buen clima organizacional y además puede incidir en el logro de los objetivos propuestos para la empresa.

## Liderazgo
El estilo de mando del líder es el que genera cierta atmósfera en la organización. Lo característico del líder es estimular, a los otros a que le sigan, su función específica es poner en movimiento, incitar a la acción. En una atmósfera autoritaria la responsabilidad reside en la autoridad y nadie participa o inicia una acción excepto cuando lo impone el líder. En una atmósfera de sospecha hay temor de ser puesto en ridículo o de ser rechazado. En una apática no existe vitalidad, todos esperan que otro haga o diga algo. Los individuos en una atmósfera cálida, democrática son más productivos, viven satisfechos y menos frustrados, hay compañerismo, cordialidad, cooperación, más pensamiento individual facultad creativa y mayor motivación.
El tipo de liderazgo ejercido en la organización es importante para lograr resultados en las empresas. Por ejemplo, el clima que genera el liderazgo transformacional incrementa la identidad de los trabajadores con la organización y se traduce en un mejor desempeño individual y organizacional.

## Identidad-Pertenencia
La identidad como la conciencia definida de estar unidos, lleva a los individuos a sentir un interés por lo que sucede a los otros integrantes del grupo. El individuo siente que pertenece al grupo, que es parte de éste y que tiene un interés común en él. Hay una relación entre la identidad con un grupo y la participación en el mismo, pues una mayor identificación estimula la participación. La participación en el proceso de análisis y de concertación de decisiones da como resultado una mejor resistencia a los cambios, menor abandono de las funciones por parte de los integrantes del grupo y genera una mayor productividad.

## Motivación
La motivación muestra lo que mueve a los trabajadores en su labor. Cuando tienen una gran motivación, se eleva el clima y se establecen relaciones satisfactorias de animación, interés, colaboración. Cuando la motivación es escasa, ya sea por frustración o por impedimentos para la satisfacción de necesidades, el clima organizacional tiende a disminuir y sobrevienen estados de depresión, desinterés, apatía, descontento, hasta llegar a estados de agresividad, agitación, inconformidad, característicos de situaciones en que los empleados se enfrentan abiertamente contra la empresa, haciendo huelga, por ejemplo.

## Antecedentes
Los antecedentes del concepto de clima aplicado a las interacciones humanas se puede encontrar en el libro de las transformaciones I Ching, en el que mediante analogías, se establecen diversidad de actitudes a partir de la correlación entre el pensamiento y el estado de ánimo.
Las actitudes son los mejores indicadores de un clima organizacional, ya que al estar conformadas por emociones, van dando forma a la atmósfera grupal. Los sentimientos de odio, envidia, venganza, rencor, mala intención y descontento se producen a diario en las organizaciones. En efecto el estado emocional de las personas se centra en tales sentimientos.
La siguiente tabla correlaciona el clima atmosférico con el temperamento del ser humano, lo que da origen a las actitudes. En el Eje horizontal están ubicados los diversos climas y en el eje vertical los temperamentos. Para interpretarlo se analiza el trigrama que aparece encima y su efecto en el que aparece debajo. Por ejemplo, lo estimulante sobre lo receptivo se interpreta como el encuentro del movimiento con la devoción, inspirando entusiasmo. El progreso surge del sol que sale sobre la tierra, símbolo del progreso rápido y fácil.
| Tierra         | Frío          | Agua           | Humedad       | Seco           | Fuego            | Cálido       | Aire            | ←Clima ↓Tempera |
| -------------- | ------------- | -------------- | ------------- | -------------- | ---------------- | ------------ | --------------- | --------------- |
| 11.Concordia   | 26.Enseñanza  | 5.Paciencia    | 9.Sugestión   | 34.Poder       | 14.Ecuánime      | 43.Decisión  | 1.Voluntad      | Optimismo       |
| 19.Progresión  | 41.Pérdida    | 60.Moderación  | 61.Sinceridad | 54.Placer      | 38.Separación    | 58.Alegría   | 10.Conducta     | Pasión          |
| 36.Confusión   | 22.Belleza    | 63.Decaimiento | 37.Tolerancia | 55.Efectividad | 30.Claridad      | 49.Cambio    | 13.Equidad      | Ira             |
| 24.Renovación  | 27.Nutrición  | 3.Originalidad | 42.Rectitud   | 51.Miedo       | 21.Justicia      | 17.Simpatía  | 25.Autenticidad | Calma           |
| 46.Crecimiento | 18.Corrupción | 48.Abundancia  | 57.Influencia | 32.Persevera   | 50.Destino       | 28.Tensión   | 44.Unión        | Sentimental     |
| 7.Disciplina   | 4.Discernir   | 29.Angustia    | 59.recogimi   | 40.Desenlace   | 64.Éxito         | 47.Fatalidad | 6.Discordia     | Constancia      |
| 15.Humildad    | 52.Serenidad  | 39.Asociación  | 53.Paciencia  | 62.Deber       | 56.Inestabilidad | 31.Deseo     | 33.Retroceso    | Apatía          |
| 2.sensible     | 23.Depresión  | 8.solidario    | 20.Contempla  | 16.Entusiasmo  | 35.Progreso      | 45.Reunión   | 12.Abstención   | Ansiedad        |

## Evaluación
Existen diferentes formas de realizar una evaluación de clima organizacional. Lo puede ejecutar el mismo departamento de talento humano de la organización, o un ente externo como un consultor de talento humano o una empresa experta en el tema. De igual forma la evaluación puede ser física o utilizando tecnología especializada en la materia.
El crecimiento acelerado de competencia empresarial en una era con rápido desarrollo tecnológico ha generado la necesidad de buscar opciones confiables para la medición del ambiente en la organización en un tiempo mínimo.  La ventaja que se adquiere por medio del uso tecnológico (softwares), es la agilidad de manejo de datos y su proceso, la facilidad de archivar los datos con mayor seguridad, el análisis de datos y su desarrollo a través de un mínimo determinado de tiempo, la coordinación y edición para marcaje de progresos, generando el reporte con resultados exactos de la medición del clima organizaciónal de la empresa.

## Etapas del proceso de medición de clima organizacional
1. Preparación: La etapa de preparación es muy importante porque en ella se definirán las otras 6 etapas siguientes. Sin embargo, surge la pregunta ¿Qué debemos de considerar en esta etapa. En esta etapa debemos de definir si vamos a aplicar a toda la empresa o solo a algunas áreas, esto nos permite delimitar el alcance de la aplicación de la encuesta. Se debe de considerar cuáles criterios deseamos medir en la cuesta, por ejemplo: comunicación efectiva, relaciones entre gerentes y empleados, prestaciones competitivas, trabajo en equipo, acoso sexual, ergonomía de las instalaciones, calidad de las herramientas de trabajo, entre muchas otras más.  Es igual de importante asignar escalas de medición, estas nos permitirán cuantificar las respuestas de los encuestados. Al darle un peso a cada etiqueta podremos cuantificar los valores y sacar tendencias o estadísticos al final de la aplicación de la encuesta
2. Sensibilización y capacitación: Esta etapa es muy importante dentro del proceso, ya que aquí es donde se le informa al personal los pasos a seguir. Aquí se tiene que hacer énfasis en que la encuesta es confidencial, informar que el objetivo principal de la encuesta es escuchar sus percepciones y hacer planes de mejora para la organización. Si vamos a decir al personal que la encuesta será confidencial debemos de asegurar que así sea, si no vamos a perder credibilidad de parte de los empleados o colaboradores. En muchos casos es recomendable que alguien externo a la empresa la aplica, algún despacho o algún consultor externo que tenga un punto de vista objetivo y no vaya a manipular los resultados. Existen sistemas que permiten cubrir esta preocupación, ya que la empresa sólo tiene acceso a las configuraciones generales, la base de datos está en la nube y se mantiene protegida por altos estándares de seguridad informática.
3. Proceso de aplicación de la encuesta: Durante el proceso de aplicación es importante estar al tanto de las dudas y preguntas de los encuestados. Aunque hayas explicado muy bien todo el proceso, en la etapa de sensibilización y capacitación, es común que haya gente que vuelve a preguntar lo que ya explicaste, tienes que tener paciencia y volver a explicar y resolver sus dudas
4. Recolección de encuestas: Este proceso puede variar, dependiendo si aplicaste la encuesta en papel o si lo hiciste con alguna herramienta informática, Si fue el caso que la hiciste en papel, debes de recolectar todas las encuestas y almacenarlas de manera ordenada, debido a que el siguiente paso es vaciar todos los datos a una hoja de cálculo para después hacer gráficas y sacar estadísticos. Algunas veces para la aplicación física de la encuesta, se cita a los participantes en una sala de capacitación o salón de eventos para que ahí todos respondan la encuesta y la van dejando a la salida, de esta forma evitas que se extravié
5. Reporteo: Para el reporteo, en el caso de que hayas aplicado la encuesta de forma física en hoja y papel, debes de tener el concentrado de todas las encuestas ya vaciadas en una hoja de cálculo. Los estadísticos y gráficas se obtienen más fácil si tenemos los datos concentrados en una hoja de Excel
6. Retroalimentación y presentación de resultados: La presentación de resultados deberá de hacerse primero a la junta directiva de la organización, es muy importante que todos los líderes de la empresa estén enterados de los resultados y se comprometan a hacer mejoras. El director general o CEO deberá de tomar el resultado de la encuesta muy en serio porque la permanencia de la empresa podría verse en riesgo si no se hacen mejoras en el corto plazo, mediano y largo plazo, especialmente cuando hay aspectos que están afectando la satisfacción del cliente externo o la calidad del producto o servicio.
7. Planes de acción: Los planes de acciones vienen a cerrar el proceso de la encuesta de medición del clima organizacional, ya que, sin planes de acción y mejora, no tiene sentido nada de lo hecho hasta el momento. El personal que participó en la encuesta va a estar esperando que haya mejoras notorias, de lo contrario la encuesta perderá credibilidad, porque los encuestados se preguntarán: ¿Para qué responder la encuesta si no se considera mi punto de vista?. Lo mejor es ver los resultados generales y sus tendencias, y enfocarse a mejorar los aspectos con resultados más bajos. Recordemos en la ley de Pareto, si se mejora el 20% de los criterios de insatisfacción con calificaciones bajas, se impactará al 80% restante de la satisfacción general de la organización.[10]